# Summers (Familienname)
Summers ist ein englischer Familienname.

## Namensträger
- Adam Summers (* 1964), US-amerikanischer Biologe
- Andy Summers (* 1942), britischer Gitarrist
- Angela Summers (* 1964), US-amerikanische Pornodarstellerin
- Anthony Summers (* 1942), irischer Bestseller-Autor und investigativer Journalist
- Ben Summers (* 2004), schottischer Fußballspieler
- Bill Summers (Konstrukteur) (William Ray Summers; 1935–2011), US-amerikanischer Automobilkonstrukteur
- Bill Summers (Musiker) (* 1948), US-amerikanischer Perkussionist und Musikproduzent
- Charlie Summers (* 1959), US-amerikanischer Politiker
- Charlotte Summers (* 2005), spanische Sängerin und Tänzerin
- Chris Summers (Fußballspieler) (* 1972), walisischer Fußballspieler
- Chris Summers (Musiker) (* 1974), norwegischer Schlagzeuger
- Chris Summers (Eishockeyspieler) (* 1988), US-amerikanischer Eishockeyspieler
- Curro Martín Summers (1961–2016), spanischer Schauspieler und Drehbuchautor
- DaJuan Summers (* 1988), US-amerikanischer Basketballspieler
- Derrick Summers (* 1988), US-amerikanischer Football-Spieler
- Elaine Summers, US-amerikanische Choreografin
- Essie Summers (1912–1998), neuseeländische Schriftstellerin
- Gary Summers, US-amerikanischer Tontechniker
- Gene Summers (1939–2021), US-amerikanischer Sänger
- George Summers (Radsportler), britischer Radsportler
- George Bernard Summers (1906–1993), kanadischer Diplomat
- George W. Summers (1804–1868), US-amerikanischer Politiker
- Gwen Summers (* 1978), US-amerikanische Pornodarstellerin
- Hope Summers (1896–1979), US-amerikanische Schauspielerin
- Houston Summers IV (* 1983), US-amerikanischer Sänger, siehe Houston (Sänger)
- Isabella Summers (* 1980), britische Musikerin und Filmkomponistin
- Jeremy Summers (1931–2016), britischer Regisseur und Drehbuchautor
- Jesse Summers (* 1941), US-amerikanischer Virologe
- John Summers (Eiskunstläufer) (* 1957), US-amerikanischer Eiskunstläufer
- John W. Summers (1870–1937), US-amerikanischer Politiker
- Kennedy Summers (* 1987), US-amerikanisches Model, Schauspielerin und Wertpapierhändlerin
- Lawrence Summers (* 1954), US-amerikanischer Wirtschaftswissenschaftler
- Manuel Summers (1935–1993), spanischer Filmregisseur und Komiker
- Matt Summers, US-amerikanischer Pornodarsteller
- Montague Summers (1880–1948), britischer Literaturwissenschaftler
- Neil Summers (* 1944), US-amerikanischer Stuntman und Schauspieler
- Quentin Iglehart-Summers (* 1987), US-amerikanischer Sprinter
- Robert Summers (Ökonom) (1922–2012), US-amerikanischer Ökonom
- Robert S. Summers (1933–2019), US-amerikanischer Jurist
- Robert Summers (Künstler) (* 1940), US-amerikanischer Bildhauer
- Rob Summers (* 1972), US-amerikanischer Stockcar-Fahrer
- Robert Summers (Badminton) (* 2002), südafrikanischer Badmintonspieler
- Shane Summers (1936–1961), britischer Formel-1-Rennfahrer
- Sheila Piercey Summers (1919–2005), südafrikanische Tennisspielerin
- Tamara Summers, Pseudonym von Tui Sutherland (* 1978), Schriftstellerin
- Tara Summers (* 1979), britische Schauspielerin
- Terri Summers (* 1976), niederländische Tänzerin und Pornodarstellerin
- Walter Summers (Regisseur) (1892–1973), britischer Filmregisseur, Drehbuchautor und Produzent
- Walter Summers (Radsportler) (1914–2007), britisch-US-amerikanischer Radrennfahrer
- William Summers (Politiker) (1853–1893), britischer Politiker und Jurist
- William Ray Summers (1935–2011), US-amerikanischer Automobilkonstrukteur, siehe Bill Summers (Konstrukteur)
- Yale Summers (1933–2012), US-amerikanischer Schauspieler